# سپ کاس
سپ کاس (انگلیسی: Sepp Kuss؛ زادهٔ ۲۳ سپتامبر ۱۹۹۴ ‏(۳۰ سال)) دوچرخه‌سوار اهل ایالات متحده آمریکا است.
از باشگاه‌هایی که در آن بازی کرده‌است می‌توان به تیم لوتوان‌ال–یومبو اشاره کرد.